# Fontaine-Française
Fontaine-Française är en kommun i departementet Côte-d'Or i regionen Bourgogne-Franche-Comté i östra Frankrike. Kommunen ligger i kantonen Fontaine-Française som tillhör arrondissementet Dijon. År 2022 hade Fontaine-Française 888 invånare.

## Befolkningsutveckling
Antalet invånare i kommunen Fontaine-Française
Referens:INSEE